# The Wheels of Heaven
The Wheels of Heaven (în traducere Roțile Raiului; în bulgară Дяволски игри, transliterat: Deavolski igri, în traducere Jocurile Diavolului) este un film bulgaro-britanic SF thriller din 2025, regizat de Ben Charles Edwards, care a scris scenariul împreună cu Mike Shilliam și Dessy Tenekedjieva. Rolurile principale au fost interpretate de actorii Mickey Rourke, Gary Stretch, Dessy Tenekedjieva, Geoff Bell, Dimitar Nikolov, Eleonora Ivanova, Nicky Whelan, Lee Ryan și Radina Borșoș.
Filmările au loc în iulie 2022 la Sofia, Bulgaria, precum și la Londra, Marea Britanie și Los Angeles, SUA și s-au terminat în octombrie. A avut premiera la Festivalul Internațional de Film Capri Hollywood din Italia la 27 decembrie 2024.
Rebela Iva întâlnește un băiat ciudat și fermecător care îi dă puterea de a înfrunta probleme existențiale serioase și de a-și găsi calea în viață. Este oare tânărul străin îngerul căzut Lucifer, trimis să o călăuzească pe Eva către destinul ei și să salveze rasa umană? Sau este pur și simplu un tânăr nebun, iluzionat sau periculos?